# Yun Il-gwang
Yun Il-gwang ((윤일광?, 尹日光?); 5 marzo 1991) è un calciatore nordcoreano, centrocampista del Jadongcha.